# Diskriminering

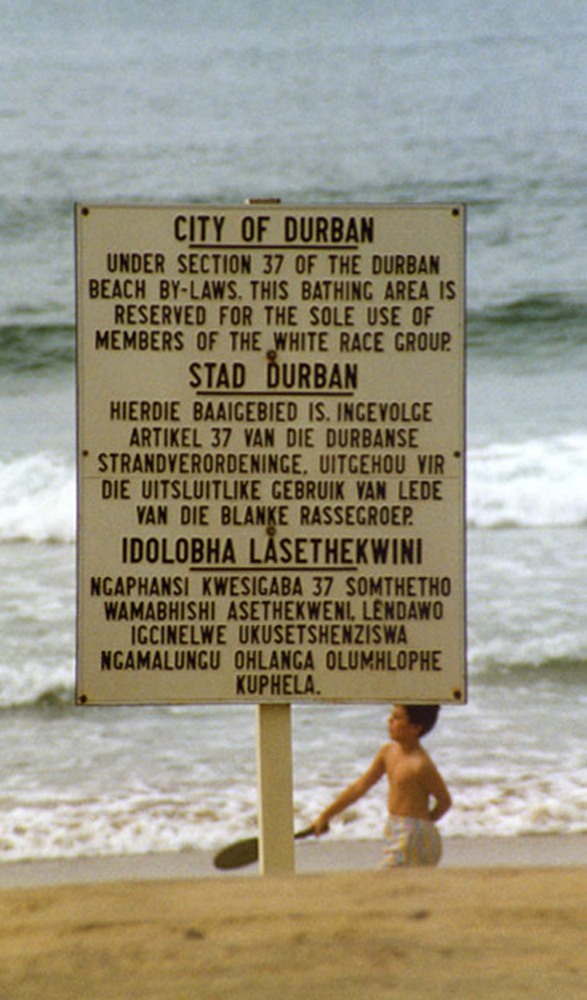
Sydafrikansk skylt från apartheidtiden. Texten upplyser om att stranden är reserverad för vita.

Diskriminering (av latin discriminare, urskilja) är när en människa behandlas sämre än andra på grund av vissa egenskaper. Det kan handla om kön, sexuell läggning, etnicitet eller religion. Begreppet är mångtydigt och beroende av kulturellt, politiskt och historiskt sammanhang. I vardagligt tal syftar det ofta på orättvis behandling, som att bli missgynnad på arbetet, i skolan eller i affären.
Orättvis behandling är dock inte alltid diskriminering enligt lag. När människor diskrimineras kränks deras rätt till likabehandling, vilket ses som en mänsklig rättighet. I många länder har därför lagar mot diskriminering utvecklats. De egenskaper som garanteras likabehandling i lag kallas för diskrimineringsgrunder. De varierar mellan olika samhällen och över tid. Diskriminering i privatlivet är sällan reglerat i lag eftersom det anses vara en del av den personliga friheten.
Diskriminering kan ske både direkt eller indirekt genom normer, regler, eller traditioner som missgynnar en grupp på osakliga, stereotypa eller fördomsfulla grunder. När samhällsstrukturer eller institutioner systematiskt missgynnar vissa grupper, kallas det strukturell diskriminering.
I vissa länder används kvotering eller annan positiv särbehandling för att gynna diskriminerade grupper. Sådan identitetspolitik ses som ett sätt att främja jämlikhet och rätta till historiska orättvisor. Vissa kritiker kallar detta för omvänd diskriminering. Kritiker menar att identitetspolitik underminerar meritokrati, där prestationer och förmågor bör avgöra..

## Definitioner
Diskriminering är ett mångtydigt begrepp som försöker fånga komplexa sociala företeelser. Det finns olika definitioner inom samhällsvetenskapen. Forskare som sökt definiera begreppet har utmanats av svårigheter i huruvida definitionen är moralisk eller deskriptiv, av svårigheter att definiera i definitionen ingående begrepp, såsom vad som utgör särbehandling, när särbehandling är rättvis och inte, och om grupptillhörighet är ett rekvisit för att diskriminering ska anses ha uppstått och i så fall varför.
Inom moralfilosofin definieras diskriminering utifrån en moralisk definition. Definitionen utgår från en rättviseprincip om att lika fall skall behandlas lika. Enligt denna definieras diskriminering som handlingar, praxis eller policy som orättvist skapar relativa nackdelar för personer eller berövar dem resurser och möjligheter, baserat på deras tillhörighet till en viss social grupp.  Diskriminering kan också leda till förtryck, genom att individer och grupper pekas ut som, och därmed betraktas som, så pass "annorlunda" att de behandlas omänskligt och förnedras.
Vad som utgör rättvis eller orättvis behandling finns det olika uppfattningar om, särskilt inom politiken. Det råder dock en bred samsyn om rättvisan i att alla individer i ett samhälle åtnjuter lika rättigheter, såsom likhet inför lagen, och lika möjligheter, även om det kan råda delade meningar om hur långt rätten till lika möjligheter ska sträcka sig. Även individers tillgång till eller tillförsäkran av lika grundläggande friheter, såsom rätten att tänka fritt och rätten att fritt uttrycka sin mening, brukar i sammanhanget allmänt betraktas som rättvist.
Den moralfilosofiska definitionen av diskriminering skiljer sig från en icke-moralisk definition. I den förra anses diskriminering moraliskt felaktig per definition, medan detta inte är fallet i den senare. I de allra flesta fall, särskilt i nutida politiska och rättsliga sammanhang, är det den moralfilosofiska definitionen som används. Det är således för många ett moraliskt värdeladdat begrepp. Uppfattningen om vad som är diskriminering varierar över tid. Inställningen till vilken grad och art av diskriminering som kan godtas varierar över tid och är beroende av samhällets vid varje tidpunkt rådande värderingar.
Det råder en relativt bred samsyn kring att särbehandling på grund av etnicitet, kön, eller religion kan eller till och med ska betraktas som diskriminering. FN:s deklaration om de mänskliga rättigheterna anger att var och en är berättigad till denna deklarations rättigheter och friheter utan åtskillnad på grund av till exempel: 
- ras
- hudfärg
- kön
- språk
- religion
- politisk eller annan uppfattning
- nationellt eller socialt ursprung
- egendom
- börd eller ställning i övrigt

Även särbehandling utifrån andra grunder än de som anges av FN kan anses utgöra diskriminering. Ett exempel är särbehandling på grund av fetma eller övervikt. Exakt vilka egenskaper som kan ligga till grund för diskriminering är dock föremål för olika uppfattningar. Till exempel anges politisk åsikt som diskrimineringsgrund i flera internationella överenskommelser, medan politiska åsikter inte utgör diskrimineringsgrund i svensk lag. 

## Strukturell diskriminering
Strukturell diskriminering är när en stat, en myndighet eller ett samhälle på strukturell nivå begränsar individer eller gruppers möjligheter, välbefinnande och tillgång till makt och resurser, baserat på egenskaper som ses som diskrimineringsgrunder.
Strukturell diskriminering delas ofta upp i institutionell diskriminering, som handlar om när en stat eller myndigheter via nedskrivna lagar och andra regler diskriminerar individer eller hela grupper av individer, och kulturell diskriminering, när samhällsnormen skapar diskriminerande attityder till individer eller grupper. Att avskaffa strukturell diskriminering beskrivs ibland som nödvändigt för att möjliggöra lika utfall.[källa behövs]

### Institutionell diskriminering
Institutionell diskriminering är när en uttalad praxis eller nedskrivna regler resulterar i att personer i underordnade grupper systematiskt förnekas lika resurser och möjligheter som andra personer och grupper har tillgång till. Institutionell diskriminering förekommer i både direkta och indirekta former. Direkt institutionell diskriminering innebär att en lag, policy, riktlinje eller praxis uttalat ger sämre villkor eller rättigheter till en viss grupp. Typiska exempel är apartheid-systemet, lagar som hindrar människor att utöva sin religion, som hindrar homosexuella att ingå äktenskap, som utestänger personer med funktionsnedsättningar från vissa yrken de hade kunnat utföra och lagar som inte ger kvinnor lika arvsrätt. Institutionell diskriminering skapar ett mönster av skillnader mellan dominerande och underordnade grupper som reproduceras generation efter generation.
Indirekt institutionell diskriminering består av praxis eller regler som på olika sätt påverkar underordnade grupper utan att det finns en uttrycklig avsikt att skada. Regeln är till synes neutral, men drabbar bara en viss grupp.

### Kulturell diskriminering
Kulturell diskriminering handlar om de oskrivna regler, normer, som finns i ett samhälle och som skapar diskriminerande attityder till individer och grupper, baserat på egenskaper som har samband med diskrimineringsgrunderna.[källa behövs]
Kulturell rasism är en typ av strukturell, kulturell, diskriminering. Andra exempel är homofobi, islamofobi, antisemitism, antiziganism, ålderism, funkofobi, transfobi och misogyni, som alla kan antas bidra till att individuell diskriminering uppstår.[källa behövs]

## Orsaker

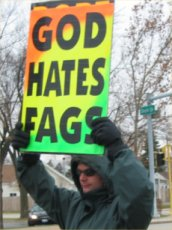
Homofobi

Grundläggande är att attityder i form av fördomar eller antipatier leder till, eller på annat sätt kan relateras till, diskriminerande beteende.
Det finns olika teorier om orsakerna till diskriminering. En av dem är att det handlar om människors inbyggda rädsla för det som uppfattas som obekant och avvikande, i förhållande till deras egna kunskaper, erfarenheter och normer. För den teorin talar Levande Historias Intoleransrapport. Den visar att när det handlar om diskriminering, negativa attityder och fördomar är social utsatthet och utanförskap en viktig påverkansfaktor bland ungdomar när det gäller mer öppet uttalade negativa attityder av rasistisk eller homofobisk karaktär. I samma rapport redovisas att unga pojkar är mer benägna att ha öppet rasistiska och homofoba åsikter än unga flickor, vilket antas ha med genusnormer att göra.
Andra teorier menar att det handlar om en inbyggd vilja att favorisera den egna gruppen och/eller presumtionen hos någon att den kommer att bli diskriminerad och det beteende som detta medför. Diskriminering antas orsaka psykosocialt lidande för flera grupper i samhället. Forskning visar också att det i förlängningen också leder till sämre folkhälsa för utsatta grupper.

## Mänskliga rättigheter
Rätten att i allt väsentligt bli behandlad lika anses vara en mänsklig rättighet, i enlighet med FN:s deklaration om de mänskliga fri- och rättigheterna. Bakgrunden är den humanistiska tanken att alla människor är lika värde, vilket uttrycks i deklarationens första artikel, "Alla människor är födda fria och lika i värde och rättigheter." I deklarationen fastslås att alla har rätt till de rättigheter och friheter som uttalas i deklarationen utan åtskillnad av något slag. De egenskaper som explicit skyddas som grund för åtskillnad i deklarationen är ras, hudfärg, kön, språk, religion, politisk eller annan uppfattning, nationellt eller socialt ursprung, egendom, börd eller ställning i övrigt.
I de flesta demokratier har medborgarna ett grundlagsfäst skydd mot att staten diskriminerar dem. Det är också vanligt att staten vidtagit olika åtgärder för att skydda medborgarna mot diskriminering av andra medborgare, i form av lagstiftning, informationskampanjer och regler för hur olika myndigheter får eller bör agera för att behandla alla medborgare lika.

## Rättslig reglering - internationellt och i Europa
Ett flertal internationella rättsliga överenskommelser förbjuder diskriminering av människor. De mest kända är FN:s deklaration om de mänskliga rättigheterna och Europakonventionen. 
FN:s inställning till begreppet diskriminering inkluderar uttalandet: "Diskriminerande beteenden tar sig många uttryck, men de involverar alla någon form av uteslutande eller avvisande."
Enligt FN-deklarationen, artikel 2, är det förbjudet att diskriminera människor på grund av ras, hudfärg, kön, språk, religion, politisk eller annan uppfattning, nationellt eller socialt ursprung, egendom, börd eller ställning i övrigt.  Via senare resolutioner betecknas också sexuell läggning, könsidentitet, funktionsnedsättning, att tillhöra en minoritet, att tillhöra en urbefolkning och att vara migrant som skyddade egenskaper.
Enligt Europakonventionen, artikel 14, är det förbjudet att diskriminera människor på grund av kön, ras, hudfärg, språk, religion, politisk eller annan åsikt, nationellt eller socialt ursprung, tillhörighet till nationell minoritet, förmögenhet, börd eller ställning i övrigt.

## Diskriminering av olika grupper

### Etnisk diskriminering

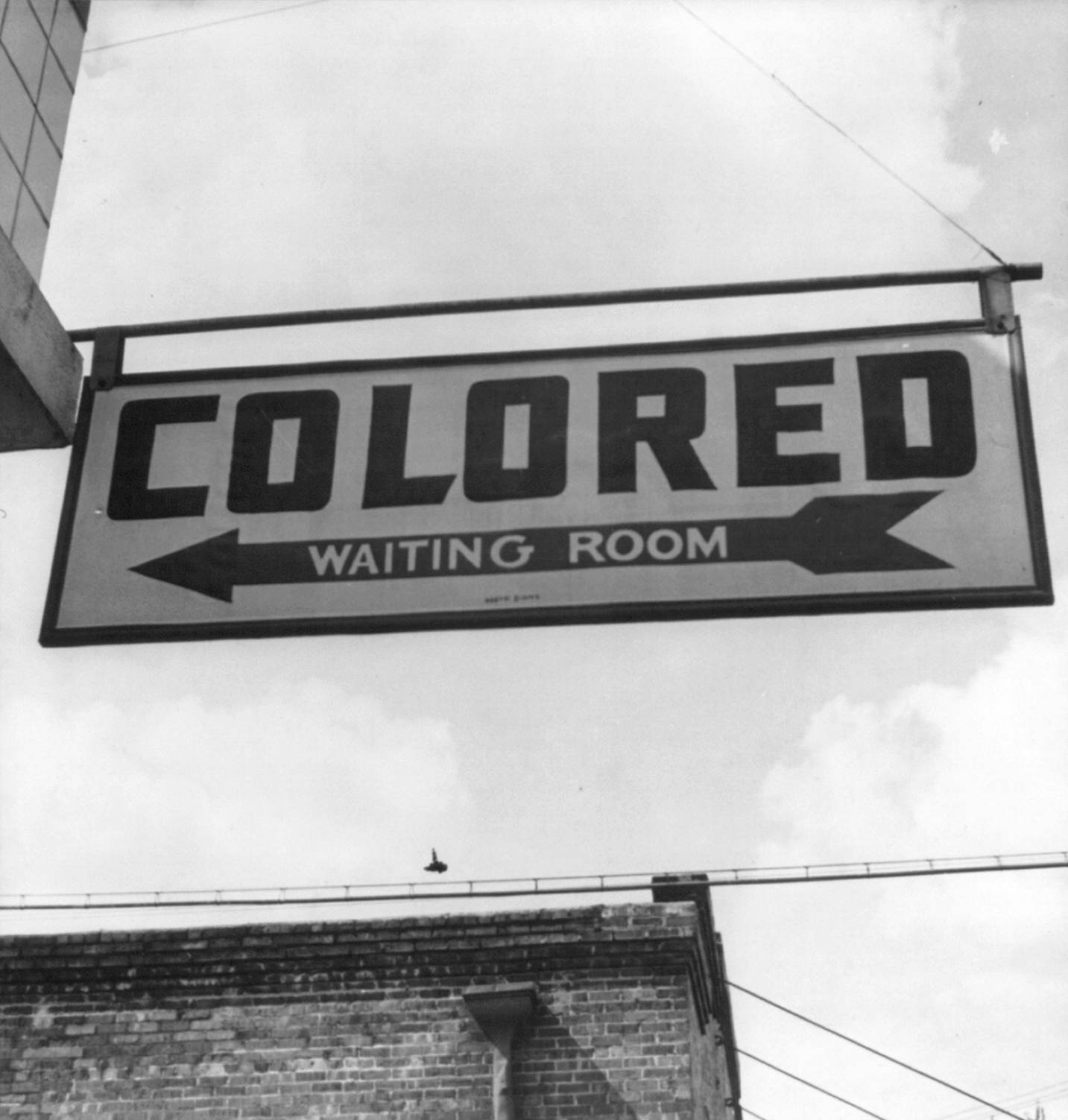
Skylt utanför väntrum för färgade på en busstation för Greyhoundbussar i Georgia, USA. Bilden tagen 1943.

Etnisk diskriminering är när individer och grupper särbehandlas på grund av en faktiskt eller upplevd tillhörighet till en viss etnisk grupp. Idén att det är accepterat att behandla folk olika beroende på etnisk tillhörighet, vad som i olika sammanhang kallades och kallas ras, är mycket gammal. Några av de tydligare historiska exemplen är den medeltida antisemitismen i Europa, synen på den inhemska befolkningen som "lägre stående" under kolonialismen och slavhandeln i USA. Etnisk diskriminering och rasdiskriminering har också både historiskt och i modern tid tagit sig uttryck i olika rasregelsystem. I vissa samhällen har rasliga regelsystemen formaliserats i lagar, så kallade raslagar, för medborgare med olika hudfärg och etnicitet. Till de mer kända exemplen i modern tid brukar räknas USA:s raslagar, Sydafrikansk apartheid och de tyska raslagarna under naziregimen. Ofta ses diskriminering på grund av religionstillhörighet som en typ av etnisk diskriminering, eftersom en persons religiösa tillhörighet ofta präglas av hans/hennes etniska tillhörighet. Etnisk diskriminering anses ofta vara ett uttryck för rasism.
Etnisk diskriminering på det individuella planet kan, idag i västvärlden, exempelvis handla om att en kund avvisas från en affär för att ägaren anser att kundens etnicitet innebär en högre risk för snatteri, att människor med mörk hudfärg inte släpps in på en krog eller att människor med utländska efternamn inte blir kallade till anställningsintervjuer. Enligt Diskrimineringsombudsmannen (DO) är de nationella minoriteterna (judar, romer, samer, sverigefinnar och tornedalingar), personer med afrosvensk tillhörighet, muslimer eller personer som av omgivningen uppfattas tillhöra någon av dessa grupper särskilt utsatta för etnisk diskriminering i Sverige. Forskning visar t.ex. att 55,4% av samiska skolbarn som deltog i en undersökning hade upplevt att bli illa behandlade av andra på grund av samisk härkomst

#### Svenska exempel
I november 2007 dömde Göteborgs tingsrätt bostadsförvaltningsbolaget Västerstaden AB att betala skadestånd för att de nekat en man med utländskt efternamn att få komma och titta på en lägenhet, med motiveringen att bolaget ville ha en "lämplig mix" av boende i fastigheten. Två personer med svenska efternamn erbjöds bese lägenheten. Bolagets förpliktigades betala 40 000 kronor i skadestånd till mannen.
DO och Vansbro kommun ingick 2005 förlikning i ett ärende som gällde diskriminering vid rekrytering. Kommunen sökte en välutbildad ekonom med yrkeserfarenhet och en israelisk man med rätt utbildning och fem års erfarenhet sökte tjänsten. Kommunen anställde en nyutexaminerad svensk man. Förlikningen innebar att kommunen betalade 60 000 i skadestånd till israelen.
Högsta domstolen dömde staten, företrädd av justitiekanslern, för att Uppsala universitet hade diskriminerat två sökande till juristutbildningen. Universitetet hade vid antagningen till höstterminen 2003 öronmärkt 30 av 300 utbildningsplatser åt sökande med två utlandsfödda föräldrar. Två kvinnor, J och C, nekades plats på utbildningen trots bättre betyg än samtliga som antogs genom kvoteringen. Kvinnorna tilldelades 75 000 kronor vardera i allmänt skadestånd.
DO och ett hemtjänstföretag i Falun ingick 1999 förlikning i ett ärende som gällde oriktig uppsägning. Det gällde en kvinna av gambianskt ursprung och med mörk hudfärg som efter fyra dagars anställning sades upp med hänvisning till hennes hudfärg. Förlikningen innebar att kvinnan fick ett nytt arbete inom hemtjänsten.

### Diskriminering på grund av trostillhörighet

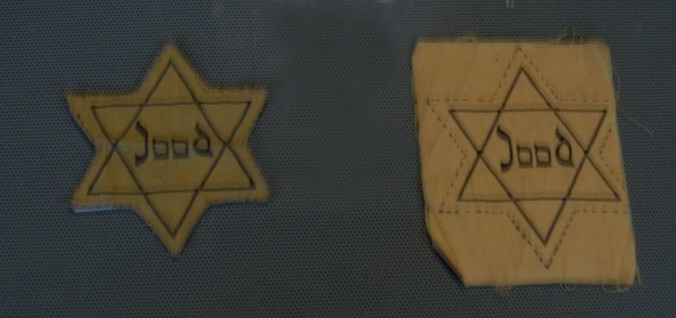
Exempel på det särskilda märke, judestjärnan, som judar tvingades bära utanpå kläderna i Nederländerna (Jood = Jude på nederländska) när nazisterna regerade landet.

Diskriminering på grund av trostillhörighet är när grupper eller individer blir sämre behandlade på grund av sin religion eller livsåskådning. Precis som med etnisk diskriminering har denna typ av diskriminering funnits sedan lång tid i mänsklighetens historia. Både historiskt och i modern tid hänger ofta diskriminering på grund av trostillhörighet ihop med etnisk diskriminering, eftersom etnisk tillhörighet ofta styr vilken religion en person bekänner sig till. Förr var det ovanligt att människor fritt kunde välja religion.
Alla förväntades ha den religion som var den rådande i landet. De som opponerade sig mot detta kunde drabbas av stränga straff. Det finns fortfarande många stater i världen där det i lag är påbjudet att diskriminera personer med "fel" trostillhörighet, genom att landet inte har lagstadgad religionsfrihet. I dessa länder kan det ofta vara förbjudet att ha religiösa möten, förkunna religiösa läror, sprida religiös litteratur, bära religiösa symboler, viga folk till olika tjänster inom en religion eller utföra religiösa ceremonier, så snart det handlar om en religion som inte är den av staten påbjudna. Många kristna minoriteter diskriminerades i Europa fram till modern tid, vilket bidrog till den europeiska massutvandringen till USA under artonhundratalet. Inte heller andra religioner tillät etablera sig, vilket drabbade både judar och muslimer i Europa fram till modern tid.
Den strukturella diskrimineringen av judar under naziregimen, där särskilda raslagar ingick, kan ses som diskriminering både på grund av etnisk tillhörighet och på grund av trostillhörighet, och det råder en oenighet bland historiker om vilken som är mer korrekt. Vissa debattörer, t.ex. den österrikisk-judiske ekonomen Ludwig von Mises, har menat att Nürnberglagarnas utformning gjorde dem godtyckligt religiöst snarare än etniskt betingade. Även om barn och barnbarn till utpekade "judar", dvs personer av judisk trostillhörighet också betraktades som judar så tillbakavisade von Mises påståendet att judar kan urskiljas genom fysiska karaktärsdrag och att sådana var helt godtyckliga i regimens urskiljning av judar från andra etniska grupper. Diskriminering mot judar skulle därmed kunna ses som en form av kollektiv, utvidgad religiös diskriminering.
Diskriminering på grund av trostillhörighet kan i västvärlden idag handla om många olika saker. Även om det i allmänhet i västvärlden råder religionsfrihet innebär det inte att diskriminering inte sker på det individuella planet. Det kan exempelvis handla om att arbetsplatser inte erbjuder möjlighet att vara ledig på andra religiösa storhelger än de normativa eller att skolor inte erbjuder mat fri från ingredienser som är förbjudna inom en viss religion. Det kan också handla om att anställda inte tillåts klä sig enligt sin religions sed eller att bara förkunnare från en viss religion tillåts missionera i en skola eller på en viss plats.

#### Svenska exempel
När en muslimsk kvinna vägrade skaka hand med en manlig chef därför att hon ansåg det vara synd för en kvinna att vidröra en man,  utan istället hälsade genom att lägga handen på sitt hjärta, avbröts hennes anställningsintervju. Hon tilldömdes därför 40 000 kronor i skadestånd av en oenig arbetsdomstol i augusti 2018.
I januari 2008 dömde Hovrätten för Västra Sverige Göteborgs kommun att betala skadestånd för att två muslimska kvinnor tvingats lämna en simhall i Kärra. Orsaken som angavs var att kvinnorna inte följde klädkraven, utan hade långärmad T-shirt, kombinerad med joggingbyxor och huvudduk, istället för kortärmad. Kvinnorna hade följt sina barn till simhallen och skulle inte själva bada. Avvisandets ansågs vara diskriminering på grund av trostillhörighet och Göteborgs kommun förpliktigades betala 20 000 vardera till kvinnorna.
Diskriminering på grund av makes trostillhörighet.
DO och Spånga/Tensta stadsdelsförvaltning ingick 2006 förlikning i ett ärende som gällde diskriminering vid rekrytering. Ärendet handlade om att en kvinna nekats anställning på ett äldreboende, efter att ha uppgett att hon önskade bära arbetsrock som täckte grenen, över de byxor och skjorta som klädkoden på äldreboendet påbjöd. Stadsdelsförvaltningen accepterade att betala 40 000 kronor till kvinnan i skadestånd. Förlikningen innebar också att stadsdelsförvaltningen skulle se över sina regler för arbetskläder så att dessa inte stod i strid med diskrimineringslagstiftningen.

### Könsdiskriminering

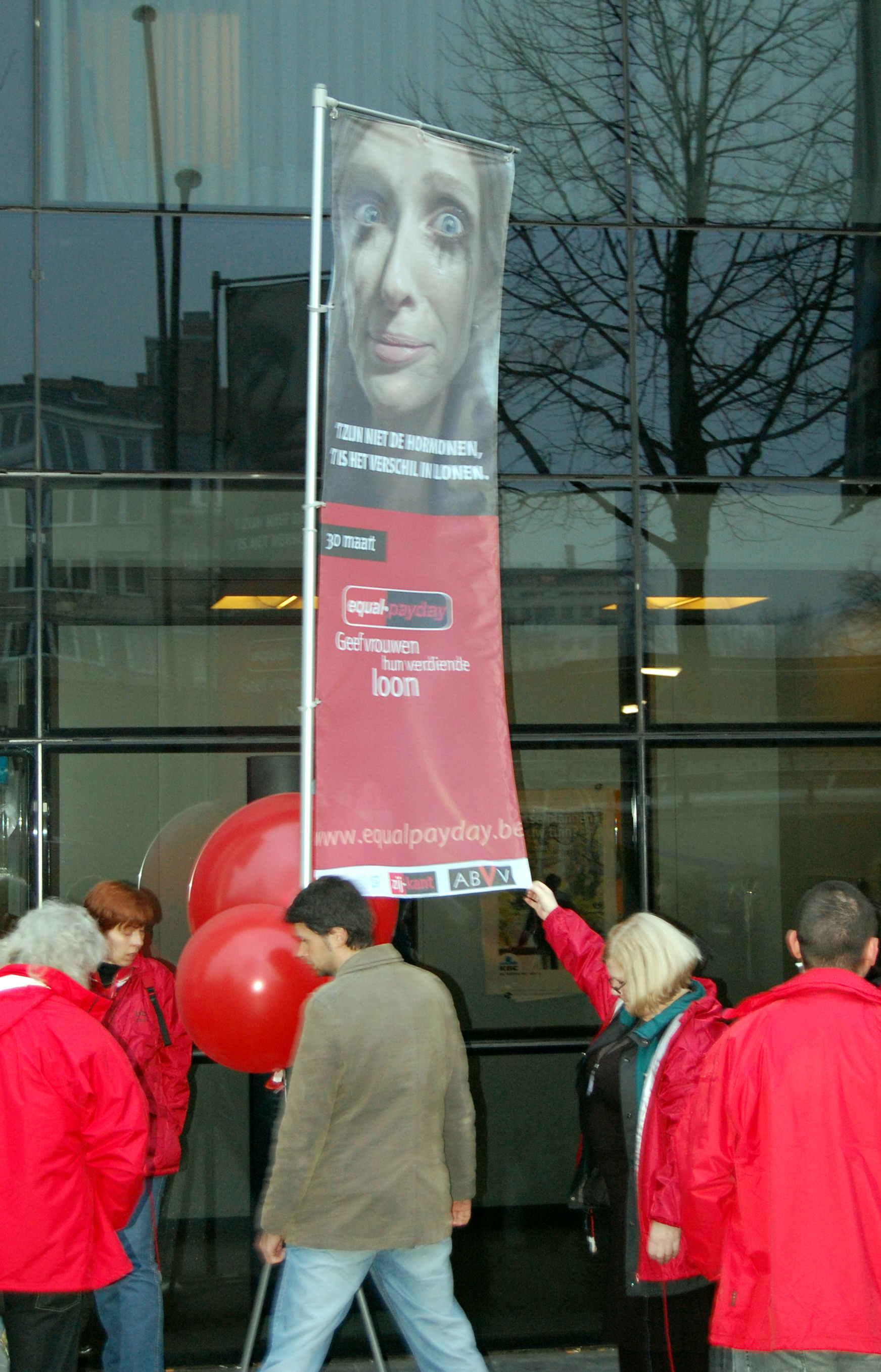
Kvinnor i Leuven, Belgien, demonstrerar för lika lön för lika arbete. Bild: Peter Fuitsmaak/Wikinews.

Könsdiskriminering är när män eller kvinnor blir negativt särbehandlade på grund av sin könstillhörighet. Diskrimineringen baseras på det biologiska könet och det sociala könet. Motsatsen till könsdiskriminering är jämställdhet, det vill säga att män och kvinnor har samma rättigheter och möjligheter oavsett kön. Traditionellt har de flesta kulturer i världen, både historiska och moderna, behandlat män och kvinnor olika, med hänvisning till verkliga eller förmodade skillnader i egenskaper. 

#### Könsdiskriminering av kvinnor
Historiskt sett i många kulturer har det varit mer regel än undantag att kvinnor särbehandlats i lag. Typiska exempel är:
- Bristen på kvinnlig rösträtt
- Förbud för kvinnor att inneha vissa ämbeten eller tjänster
- Förbud för kvinnor att äga och förfoga över egendom
- Ingen eller sämre arvsrätt för kvinnor
- Ingen eller sämre möjligheter till skilsmässa för kvinnor
- Inga eller sämre möjligheter till utbildning för kvinnor
- Kvinnlig könsstympning
- Fler tvingade klädkoder eller uppförandekoder för kvinnor än män.

I många västerländska moderna kulturer är dessa skillnader historiska, men i andra länder består alla eller flera av dem. Samtidigt bör man vara medveten om att en relativ jämställdhet enligt lag inte betyder att ett land är helt jämställt. I många länder finns exempel på hur kön ändå påverkar män och kvinnors villkor:
- Färre kvinnor har starka maktpositioner inom politik och näringsliv än män.[59]
- Kvinnor utför mer av familjearbetet med barn och hushållssysslor än män.[60]
- Kvinnor upplever starkare krav på att följa ett visst utseendeideal än män.[källa behövs]
- Kvinnor generellt sett har lägre löner än män.

När män och kvinnor på det individuella planet behandlas sämre än det motsatta könet beror det ofta på uppfattningar om hur män och kvinnor är eller bör bete sig rent socialt. Det kan handla om allt ifrån att män inte anses kunna passa barn lika bra som kvinnor och därför ifrågasätts i sin föräldraroll till att kvinnor anses vilja skaffa och ta hand om barn och därför inte erbjuds krävande och karriärgynnande tjänster i ett företag.
Hur dessa företeelser är kopplade till verkliga eller inbillade skillnader mellan män och kvinnor råder det delade dock meningar om, liksom om det handlar om strukturellt könsdiskriminerande normer, individuella val eller biologiska urvalsprocesser.

#### Svenska exempel
Arbetsdomstolen (AD) dömde 1996 en kommun för att de tillämpade könsdiskriminerande lönesättning. Bakgrunden var att en kvinnlig avdelningschef hade under fyra avgränsade tidsperioder haft lägre lön än en manlig avdelningschef anställd av samma kommun. Under de två sista perioderna ansåg AD att deras arbeten var likvärdiga och arbetsgivaren gjorde ingen annan invändning mot att det förelåg löneskillnader. Arbetsdomstolen ansåg mot bakgrund av den bedömningen att det därmed stod klart att kommunen genom att ge kvinnan lägre lön än mannen under perioderna tre och fyra gjort sig skyldig till otillåten könsdiskriminering.

#### Könsdiskriminering av män
Det finns också exempel på att män särbehandlas negativt på grund av kön. Ett vanligt exempel är att män betydligt oftare än kvinnor kallats in att tjäna sitt land i krig, med stora disproportioner i dödsfall mellan könen som resultat, och att det i länder med socialförsäkringar rörande familj och barn är vanligt att dessa är mer eller mindre ensidigt knutna till modern. En del debattörer menar att manlig omskärelse är en typ av diskriminering mot män, medan andra debattörer menar att sådana resonemang i sig är ett tecken på diskriminering på grund av religion.
Den 17 december 2018 fälldes den feministiska ”mansfria” festivalen statement för könsdiskriminering.

#### Könsdiskriminering av transpersoner
I vissa länder betraktas diskriminering av transpersoner, eller ibland enbart transsexuella, som könsdiskriminering ur rättslig synvinkel. I mer dagligt tal ses dock den typen av diskriminering ofta som en typ av övergripande diskriminering av gruppen HBTQ-personer, homosexuella, bisexuella och trans- och queerpersoner.

### Diskriminering av personer med funktionsnedsättning

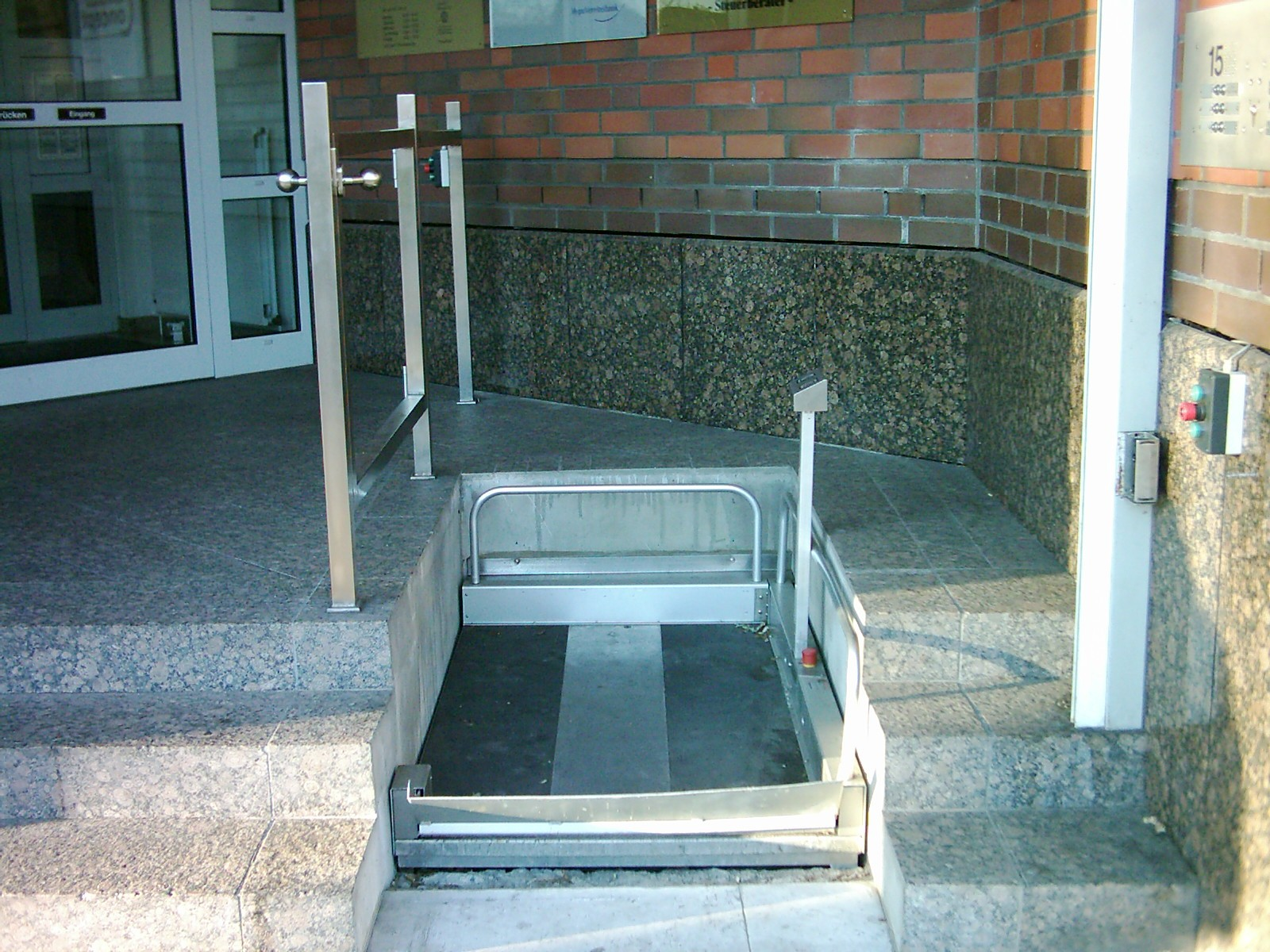
Rullstolslift, i Hamburg, Tyskland. Liften underlättar tillgängligheten för rullstolsburna.

Diskriminering på grund av funktionsnedsättning är när människor med någon typ av funktionsnedsättning ges sämre möjligheter och rättigheter än människor utan funktionsnedsättning. Mänskligheten har en lång historia av att negativt särbehandla människor som på grund av funktionsnedsättning inte ser ut som, talar som, rör sig som eller uppfattar omvärlden som andra. Synliga fysiska skillnader i kroppsligt utseende, som exempelvis dvärgväxt, klumpfot, harmynthet och vattenskalle, betraktades i många kulturer förr som ett tecken på lägre intelligens eller lågt stående moral. I länder i Europa förekom så sent som på artonhundratalet så kallade freak shows, där människor med avvikande utseende visades upp för pengar. Dessa attityder till människor med olika funktionsnedsättningar kvarstår fortfarande i många länder. Det har också funnits och finns ännu exempel på stater där staten via lag särbehandlar personer med funktionsnedsättning. Det mest kända exemplet är de tyska lagarna om rasens renhet och eutanasi på personer med utvecklingsstörning eller andra funktionsnedsättningar, under nazistregimen.
I västvärlden handlar diskriminering av personer med funktionsnedsättning alltmer om bristande tillgänglighet, det vill säga sämre eller ingen möjlighet att delta i och ta del av samhällets servicefunktioner eller kommersiella utbud av varor och tjänster. Det sker genom att staten, kommuner eller de privata företagen inte har gjort sina verksamheter tillgängliga. Det kan handla om allt från att en webbplats är kodad så den inte kan förstås av en blind människa till att en affär inte har en ramp vid trappan för rullstolsburna människor eller att ett utbildningsföretag inte erbjuder talböcker till dyslektiker. Samtidigt förekommer det att personer med funktionsnedsättning blir sämre behandlade även när det inte handlar om tillgänglighet, utan mer om fördomar om deras kapacitet, önskemål och behov. Se också Diskriminering av personer med funktionsnedsättning.

#### Svenska exempel
I maj 2005 ingick Handikappombudsmannen (HO) och ett spårvagnsföretag förlikning i ett ärende som gällde att en man i elrullstol hade vägrats färd med spårvagn, trots att vagnen var utmärkt som tillgänglig för personer i rullstol. Företaget medgav inte att de diskriminerat mannen men accepterade att betala 30 000 i ersättning i en förlikning.
I november 2007 ingick HO och en gymnasieskola förlikning i ett ärende som gällde en elev i en särskoleklass. Vid en studentavslutning hade samtliga elever utom särskoleeleverna personligen ropats upp på scenen för att motta utmärkelser. Särskoleeleverna ropades enbart upp på scenen som grupp, inte individuellt. Gymnasieskolan accepterade att betala eleven 15 000 för kränkningen.
Huddinge tingsrätt dömde i oktober 2006 en krog för att ha diskriminerat en man med funktionsnedsättning. Mannen använde rullator och nekades inträde på krogen, med motiveringen att han var berusad. Den påstådda berusningen kunde restaurangen inte bevisa. Mannen tilldömdes ett skadestånd på 15 000 kronor.

### Diskriminering på grund av sexuell läggning

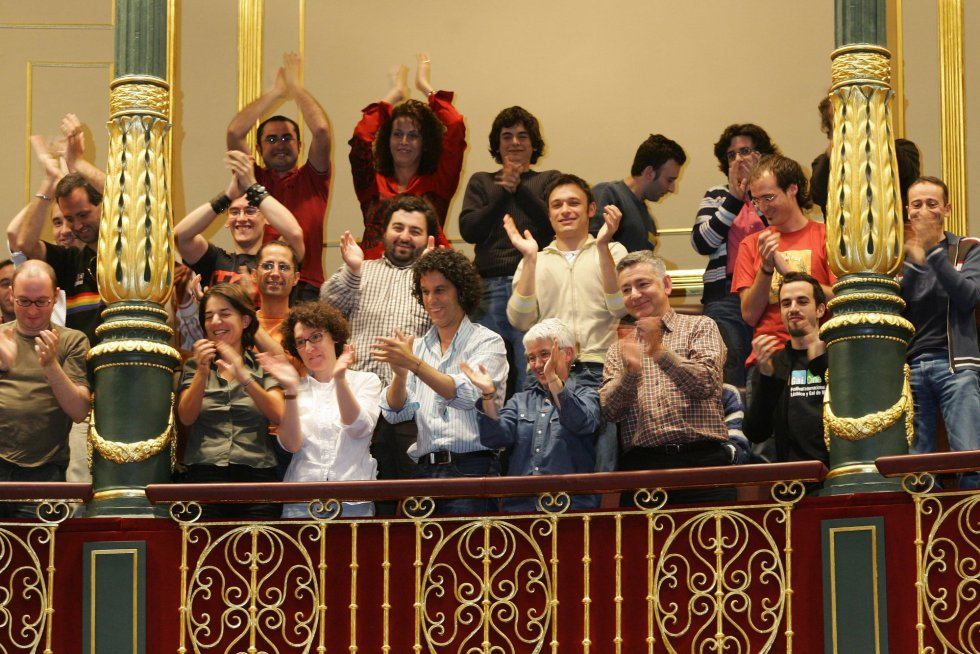
Åhörare som firar beslutet att legalisera samkönade äktenskap i Spanien, 2007. I de flesta länder är samkönade äktenskap förbjudna, vilket kan ses som en typ av strukturell diskriminering.

Diskriminering på grund av sexuell läggning är när individer och grupper särbehandlas negativt på grund av sin sexuella läggning. Vanligen är det homosexuella och bisexuella som särbehandlas medan heterosexuella, som vanligen är i majoritet, mer sällan utsätts för diskriminering. Vilka som omfattas av begrepp som homosexuell, bisexuell och heterosexuell skiljer sig åt mellan olika länder. Vad som kan konstateras är att de flesta kulturer behandlar personer som förälskar sig i eller sexuellt prefererar personer av samma kön och personer som förälskar sig i och sexuellt prefererar personer av motsatt kön, olika, under förutsättning att omvärlden upptäcker beteendet. Typiska exempel på särskiljning i lagstiftning är olika familjerättsliga skillnader, där det i större delen av världen inte finns några legala samlevnadsformer för samkönade par och inga möjligheter att adoptera eller få tillgång till konstgjord befruktning. På många håll är den sexuella myndighetsåldern för samkönade sexuella handlingar högre än för särkönade sådana och det är först de senaste trettio åren som homosexualitet avskaffats som sjukdomsbegrepp i västvärlden. I andra delar av världen klassas däremot homosexuella ofta som sjuka och homosexuella handlingar är i många länder förbjudna. Straffen i länder med förbud varierar från böter till fängelse eller offentlig prygel och i vissa länder dödsstraff.
I västvärlden kan diskriminering på grund av sexuell läggning på det individuella planet exempelvis handla om att samkönade par inte släpps in på restauranger, att öppet homosexuella avskedas från sitt jobb eller utsätts för trakasserier av kollegor eller att vissa förmåner för en persons make/maka inte gäller en samkönad partner.

#### Svenska exempel
En anställd kvinna växlade ömhetsbetygelser med sin flickvän som var på besök. Detta ledde till att arbetsgivaren ålade den anställda kvinnan särskilda uppföranderegler angående hur man fick bete sig mot sin partner på arbetsplatsen. Arbetsgivaren utsatte också kvinnan för repressalier när kvinnan anmälde saken till HomO. Efter förlikning, som stadfästes genom dom i arbetsdomstolen (AD), accepterade arbetsgivaren att betala kvinnan 35 000 kr i skadestånd.
Högsta domstolen dömde i mars 2006 restaurang Fridhem till skadestånd för diskriminering på grund av sexuell läggning. Händelsen handlade om att ett samkönat kvinnligt par gav varandra en puss och en kram inne på restaurangen, vilket ledde till att de blev tillsagda och till slut avvisade från restaurangen. Den av de avvisade gästerna som gick vidare med ärendet erhöll 15 000 kronor i skadestånd.
En kvinna som tillsammans med sin flickvän besökte tandläkaren, ombads svara på en mängd privata frågor som hade med hennes sexuella läggning att göra. Tandläkaren gjorde också generella uttalanden om homosexuellas sexualliv, enligt kvinnan. Vid en förlikning, som stadfästes i tingsrätten, vidhöll tandläkarens bolag att några kränkande frågor eller behandling inte förekommit, men man accepterade att betala 20 000 kronor i skadestånd till patienten.

### Diskriminering av transpersoner
Diskriminering av transpersoner är när transpersoner behandlas sämre än andra människor enbart på grund av sin könsidentitet eller sitt könsuttryck. Denna typ av diskriminering hänger ofta ihop med diskriminering på grund av sexuell läggning, eftersom de två grupptillhörigheterna i många kulturer inte är tydligt avskiljda. Många kulturer där homosexualitet, oftast manlig sådan, var/är förbjudet är den sexuella relationen mer socialt accepterad om endera parten istället antar motsatt könsroll. Därmed är det svårt att klarlägga om diskriminering av en sådan grupp beror på samhällets attityder gentemot homosexuella eller gentemot transpersoner. Diskriminering av intersexuella har också historiska kopplingar till attityderna mot personer med funktionsnedsättning och synen på människor med "avvikande" kroppar, på så vis att även de kunde visas upp i artonhundratalets freakshows. Människor som inte passar in i könsnormerna har traditionellt sett behandlats sämre än andra människor i många kulturer och på många håll i världen finns särskiljning i lagstiftning genom att exempelvis transsexuella inte erbjuds sjukvård och försäkringar på samma villkor som andra patientgrupper eller att det är straffbart att gå klädd i ett annat köns kläder. Svårigheterna att få anställning resulterar i många länder i att man-till-kvinna-transsexuella prostituerar sig för att få råd med privata könskorrigerande operationer. I större delen av världen är det inte heller möjligt att ingå äktenskap för de transpersoner som uppfattar sig helt som det motsatta könet. Detta eftersom de inte tillåts byta juridiskt kön och äktenskapet därmed skulle bli samkönat, något som sällan är tillåtet. Till skillnad från diskriminering på grund av etnicitet/ras, trostillhörighet, kön och sexuell läggning finns det nästan inga internationella konventioner eller normbildande rättsfall som säger att diskriminering på grund av att en person är transperson är förbjudet. Enligt EU-domstolen omfattar dock könsdiskriminering även diskriminering av transsexuella, vilket gör att på arbetsmarknadsområdet finns det ett diskrimineringsförbud mot delar av gruppen, inom EU.
På individuell nivå kan diskriminering av transpersoner i västvärlden handla om att öppna, eller "avslöjade", transpersoner inte erbjuds chefspositioner, sägs upp eller trakasseras av kollegor. Det kan också handla om att transpersoner inte släpps in på restauranger och klubbar eller att skolpersonal inte erbjuder stöd för mobbade transpersoner. Det kan även handla om att intersexuella inte ges lika enkel tillgång till sina patientjournaler som andra patientgrupper och att transpersoner med tydlig tillhörighet i ett visst kön inte räknas som detta och därför inte ges tillträde till enkönade sammanhang i föreningar och omklädningsutrymmen.

#### Svenska exempel
JämO och Falck Security ingick i december år 2004 förlikning i ett ärende avseende diskriminering av en transsexuell (kvinna-till-man) arbetssökande som genomgick utbildning till väktare. Utbildningen avbröts av arbetsgivaren och erbjudandet om utlovad anställning återtogs, med motiveringen att det skulle bli säkerhetsproblem gentemot allmänhet vid identifiering på grund av att hans kvinnliga juridiska namn och manliga utseende inte stämde överens könsmässigt. Inte heller ville företaget acceptera att personen istället på namnbrickan på uniformen använde ett anpassat manligt tilltalsnamn, som han var väl känd under. I förlikningen medgav företaget könsdiskriminering och betalade den anställda 20 000 kronor i skadestånd.

### Diskriminering på grund av ålder
Åldersdiskriminering är när individer eller grupper behandlas negativt på grund av sin ålder. Den kan drabba äldre personer på grund av fördomar om fysisk eller intellektuell förmåga, eller okunskap om åldrandeprocessen. Den kan drabba barn och unga på grund av traditioner eller fördomar som gör att man åsidosätter deras kunskaper och åsikter. I Sverige är det vanligt att företag slentrianmässigt specificerar ett onödigt snävt åldersintervall när de rekryterar ny personal.[källa behövs]

## Sverige - rättslig reglering

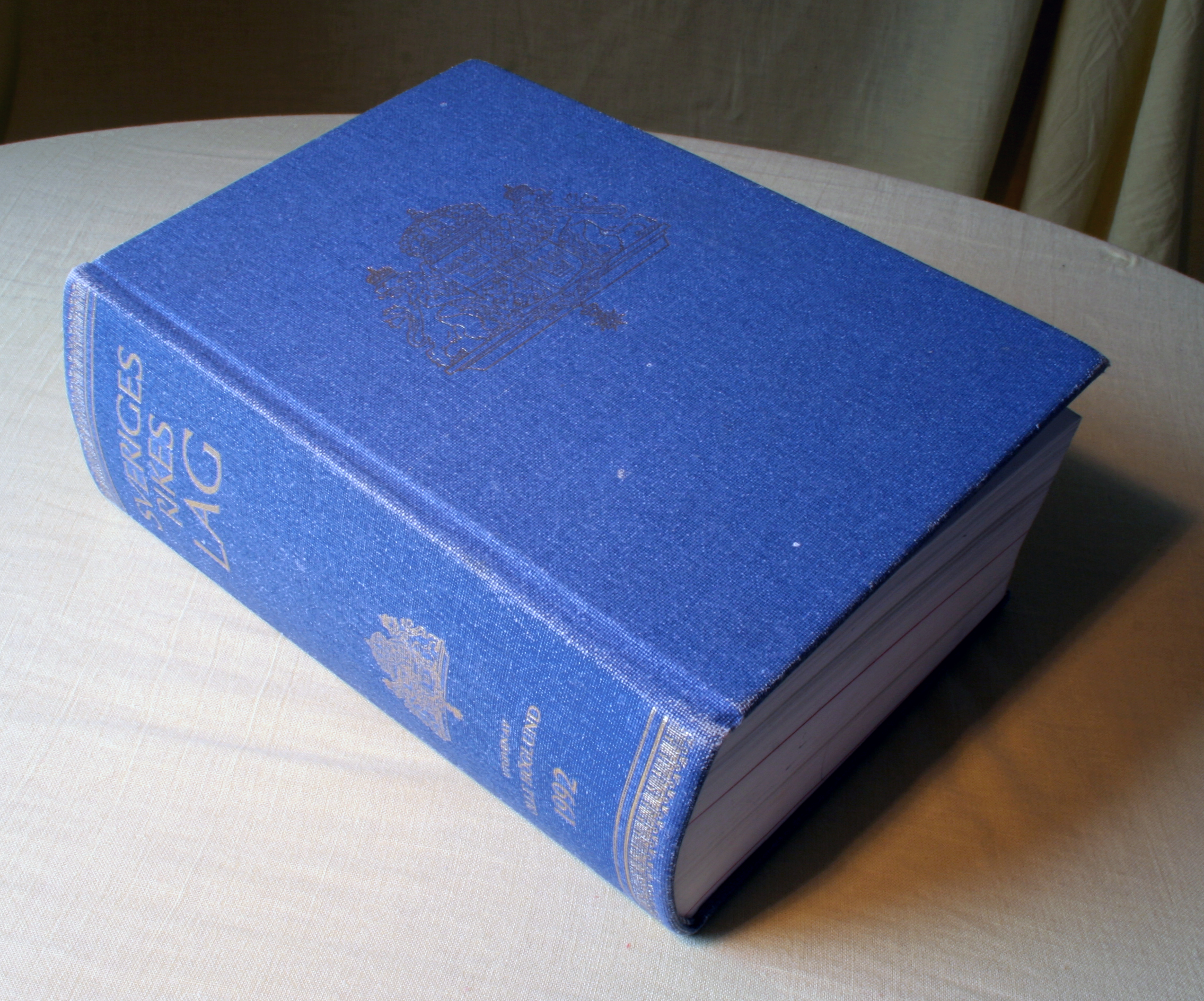
Lagboken, Sveriges Rikes Lag. Bild: Tage Olsin.

I Sverige regleras diskriminering rättsligt både utifrån de internationella traktat som Sverige ratificerat, Europakonventionen och ett flertal nationella lagar. Både FN:s deklaration om de mänskliga rättigheterna och Europakonventionen innehåller exempelvis förbud mot diskriminering. Diskrimineringsförbuden i Sverige gäller i offentligrättsliga och i många fall även i civilrättsliga sammanhang. Den mest grundläggande nationella regleringen kan sägas vara statens skyldighet enligt regeringsformen att inte diskriminera, men även privata rättssubjekt som näringsidkare måste iaktta diskrimineringsförbuden. Inom civilrätten framgår diskrimineringsförbudet i diskrimineringslagen. Det finns också ett brott, olaga diskriminering, som är förbjudet enligt 16 kap 9 § brottsbalken. För att det ska vara aktuellt krävs uppsåt, vilket inte krävs inom den civilrättsliga regleringen i diskrimineringslagen.

### Diskrimineringslagen
Den svenska diskrimineringslagen förbjuder missgynnande av personer, om missgynnandet sker i en jämförbar situation och har samband med en diskrimineringsgrund. Det finns sex olika diskrimineringformer, samtliga förbjudna:
- Direkt diskriminering: När en person direkt missgynnas  genom att behandlas sämre än någon annan i en jämförbar situation.[76]
- Indirekt diskriminering: När när det finns en regel eller en rutin som verkar neutral men särskilt missgynnar personer utifrån en diskrimineringsgrund.[76]
- Trakasserier: Ett uppträdande som kränker en persons värdighet och som har samband med någon av diskrimineringsgrunderna. Det kan handla om kommentarer, nedsättande skämt, gester eller utfrysning.[77]
- Sexuella trakasserier: Sexuella trakasserier är ett uppträdande av sexuell natur som kränker någons värdighet. Förutom kommentarer och ord kan det vara att någon till exempel tafsar eller kastar närgångna blickar. Det kan också handla om ovälkomna komplimanger, inbjudningar och anspelningar.[77]
- Bristande tillgänglighet: När en person med en funktionsnedsättning missgynnas genom att en verksamhet inte genomför skäliga tillgänglighetsåtgärder för att den personen ska komma i en jämförbar situation med personer utan den funktionsnedsättningen.[78]
- Instruktioner att diskriminera: När en person som står i lydnads- eller beroendeställning får instruktioner eller en order att diskriminera.[79]

Det är också förbjudet att genomföra repressalier, gentemot den som anmält diskriminering eller medverkat till att utreda anmäld diskriminering. Som repressalier betraktas både konkreta bestraffningar och dålig behandling.

#### Diskrimineringsgrunder
Som diskrimineringsgrunder räknas enligt diskrimineringslagen följande egenskaper:
- Kön: att någon är kvinna eller man. Även diskriminering på grund av att en person är transsexuell. Kallas i dagligt tal för könsdiskriminering.
- Etnisk tillhörighet: nationellt eller etniskt ursprung, hudfärg eller annat liknande förhållande. Mycket av den etniska diskrimineringen kallas i dagligt tal rasism.
- Religion eller annan trosuppfattning: avser en persons religiösa identitet. Samtliga religiösa utövare omfattas, samt de med icke-religiös livsåskådning. Politiska åskådningar och etiska eller filosofiska värderingar som inte har samband med religion omfattas inte av diskrimineringslagens skydd.
- Sexuell läggning: homosexuell, bisexuell eller heterosexuell läggning. Omfattar inte sexuella aktiviteter, varken icke-kriminaliserade som fetischism och partnerbyten eller kriminaliserade som pedofili och nekrofili.
- Könsöverskridande identitet eller uttryck: att någon inte identifierar sig som kvinna eller man eller genom sin klädsel eller på annat sätt ger uttryck för att tillhöra ett annat kön
- Funktionsnedsättning: varaktiga fysiska, psykiska eller begåvningsmässiga begränsningar av en persons funktionsförmåga som till följd av en skada eller en sjukdom fanns vid födelsen, har uppstått därefter eller kan förväntas uppstå.
- Ålder: uppnådd levnadslängd.

#### Skyddade områden
De områden inom vilka det enligt diskrimineringslagen, kapitel 2, är förbjudet att diskriminera människor är:
- arbetsmarknaden (förbjudet att diskriminera arbetstagare, arbetssökande, de som söker eller fullgör praktik och inhyrd personal)
- utbildningsväsendet (förbjudet att diskriminera barn, elever, studenter och sökande inom förskola, grundskola, gymnasieskola, särskola och högskola som omfattas av skollagen)
- arbetsmarknadspolitisk verksamhet
- medlemskap i arbetstagarorganisation, arbetsgivarorganisation eller yrkesorganisation
- Tillhandahållande av varor, tjänster och bostäder (förbjudet att diskriminera kunder)
- Hälso- och sjukvården och socialtjänsten
- Socialförsäkringssystemet, arbetslöshetsförsäkringen och studiestöd (förbjudet att diskriminera mottagare av stöd och bidrag)
- Värnplikt och civilplikt (förbjudet att diskriminera värnpliktiga och civilpliktiga)
- Offentlig anställning (förbjudet för myndighetspersonal att diskriminera medborgare)

#### Aktiva åtgärder
Förutom förbud mot diskriminering inom de skyddade områdena anges det även i diskrimineringslagens kapitel tre krav på Aktiva åtgärder inom två av dessa områden, arbetslivet och utbildning. Aktiva åtgärder ska enligt diskrimineringslagen förstås som ett förebyggande och främjande arbete för att inom en verksamhet motverka diskriminering och på annat sätt verka för lika rättigheter och möjligheter oavsett kön, könsöverskridande identitet eller uttryck, etnisk tillhörighet, religion eller annan trosuppfattning, funktionsnedsättning, sexuell läggning eller ålder.
Diskrimineringslagen kräver ett arbete med aktiva åtgärder inom arbetslivet, högskolan och utbildningsverksamhet som regleras av skollagen.
Inom arbetslivet måste arbetet med aktiva åtgärder dokumenteras om arbetsplatsen har fler än tio anställda och dokumentationen måste vara skriftlig om det är fler än tjugofem anställda. Varje arbetsplats måste också ha riktlinjer och rutiner i verksamheten för att förhindra trakasserier, sexuella trakasserier och repressalier, oavsett antal anställda. Arbetsgivaren måste också genomföra en lönekartläggning varje år som måste vara dokumenterad om det finns mer än tio anställda.  
Även inom högskola och annan utbildningverksamhet finns ett krav på riktlinjer och rutiner för verksamheten i syfte att förhindra trakasserier och sexuella trakasserier. Arbetet med aktiva åtgärder måste alltid dokumenteras skriftligt och ska uppdateras varje år. Dokumenten som redogör för arbetet med de aktiva åtgärderna kallas vanligen likabehandlingsplaner.

#### Uppsåt och bevisbörda
För att diskriminering ska anses ha skett enligt diskrimineringslagen krävs inte något uppsåt. I ett civilrättsligt diskrimineringsmål gäller även omvänd bevisbörda. Det innebär att om den som påstår sig ha blivit diskriminerad visar omständigheter där "det kan antas" ha förekommit diskriminering, åligger det den som anklagas för diskriminering (näringsidkaren, arbetsgivaren, myndigheten) att bevisa att det inte har förekommit, eller, om negativ särbehandling ändå förekommit, att det fanns giltiga skäl för detta.

#### Lagens efterlevnad
Till skydd för lagstiftningens efterlevnad finns i Sverige myndigheten Diskrimineringsombudsmannen, DO. Diskriminerade medborgare kan vända sig till DO för att göra anmälningar och få hjälp att driva ärenden i domstol. Både medborgarna, myndigheter och företag kan vända sig till DO för information om jämlikhet och diskriminering.
Staten ger genom Ungdomsstyrelsen varje år bidrag till ideella organisationer och stiftelser med verksamhet som förebygger och motverkar diskriminering inom alla diskrimineringsgrunder. Bland de som ges bidrag är Sveriges Antidiskrimineringsbyråer, som är ett nätverk av flera av ideella antidiskrimineringsbyråer som lokalt och regionalt Både arbetar med utbildningsverksamhet, rådgivning och åtar sig att driva ärenden åt diskriminerade klienter.

### Lag om dubbelbeskattningsavtal mellan de nordiska länderna
Enligt Artikel 27 Förbud mot diskriminering i Nordiska skatteavtalet får diskriminering av nordisk  medborgare skattemässigt inte ske. Det innebär att Sverige vid beskattning inte får diskriminera en skattskyldig person för att den är medborgare i ett annat nordiskt land och inte medborgare i Sverige.